# フアン・マリア・フェルナンデス・イ・クロン
フアン・マリア・フェルナンデス・イ・クロン（Juan María Fernández y Krohn, 1948年頃 - ）は、前科者のスペイン人の聖伝主義司祭、ジャーナリスト、法律家であり、1982年のヨハネ・パウロ2世の暗殺未遂事件によって広く知られている。

## 幼少青年期
フェルナンデス・イ・クロンは1948年頃にマドリードで、ノルウェー人を遠縁の先祖にもつアンダルシア人の中流階級の家庭に生まれた。マドリードの Argüelles 区域の Escuelas Pías で学び優秀な成績をおさめた。17歳で、マドリード・コンプルテンセ大学で経済学を学び始めた。大学時代の初期にサンディカリストのグループおよびFalangist fraternity である Frente de Estudiantes Sindicalistas (FES)に入り、グループの急進派の活動家として活動した。大学も優秀な成績で卒業した。その後は学生時代に行っていた政治的活動から背を向け、徐々に反共主義および統合主義の立場をとるようになり、聖母のご出現で知られる聖地を色々と訪れるようになった。

## 司祭としての活動
1975年にクロンは聖ピオ十世会(SSPX)と接触するために、スイスのヴァレー州Écôneを訪れた。彼はまた、初めにアルゼンチン、次にブラジルで、統合主義者のコミュニティへの接触を繰り返した。1978年にフェルナンデス・イ・クロンは、聖伝主義者の大司教であり聖ピオ十世会創設者であるマルセル・ルフェーブルにより司祭に叙階された。教区司祭として、フェルナンデス・イ・クロンはパリ近郊およびルーアンのSSPXの2つの教区を司牧した。
聖ピオ十世会とは1970年に第2バチカン公会議 (1962-1965)以前のローマ・カトリック教会の典礼および規則を墨守すべく設立された修道会である。
1979年、フェルナンデス・イ・クロンは「精神障害の兆候を示した」こと、および教皇に対しての反対が弱腰すぎるとしてルフェーブル大司教を批判したことにより、SSPXを追放された。SSPXによれば、フェルナンデス・イ・クロンは1980年にルフェーブルのもとを離れ、教皇空位論者のグループに加わったという。
1981年7月、フェルナンデス・イ・クロンはポーランドへ旅し、独立自主管理労働組合「連帯」の創設者であるレフ・ヴァウェンサ大統領へのインタビューを実施しようとしたが、叶わなかった。

## 教皇ヨハネ・パウロ2世暗殺未遂事件
1982年5月12日、フェルナンデス・イ・クロンは、ポルトガルのファティマにて、サン・ピエトロ広場で暗殺者メフメト・アリ・アジャによる攻撃から命を護られたことに対する感謝の巡礼を行っていた教皇ヨハネ・パウロ2世を銃剣で攻撃した。
フェルナンデス・イ・クロンは群衆からキャソック姿で現れ、教皇の背後に近づき、「打倒教皇、打倒第2バチカン公会議 ("Down with the Pope, down with the Second Vatican Council")」と叫んだ。そしてモーゼルライフルに装着した刃渡40cmの銃剣でヨハネ・パウロ2世を刺した。教皇の側近は、この際教皇は負傷しており、バチカンに戻った時には床が血で濡れたと述べている。
ヨハネ・パウロ2世は攻撃から生還し、失敗した暗殺者を祝福した。 フェルナンデス・イ・クロンは抵抗することもなく、警備により逮捕された。

## 訴追
フアン・マリア・フェルナンデス・イ・クロンは、教会法およびポルトガル刑法のもとで、殺人未遂事件について釈明する必要があった。
フェルナンデス・イ・クロンは殺人未遂により有罪となり、懲役6年半の実刑判決を受けた。また、法廷侮辱罪により7ヶ月の懲役が追加された。 公判中、クロンは自身は第2バチカン公会議の改革に反対してきたと主張し、教皇ヨハネ・パウロ2世はソ連と結託しているのであり、バチカンに秘密裏に潜入しようと企む共産主義者のエージェントでさえあると考えていると述べた。また彼は教皇を傷つけたことはなかったと主張した。リスボンの刑務所で3年間収監された後、1985年に釈放され、スペインへ送還された。
ローマ・カトリック教会の信徒として、教会法1331 および 1370 § 1 に基づき、当該犯人は教会により破門に処される。教皇に対して暴力を行使したものの処分は裁判を待たずして直ちに有効となる。 破門により、フェルナンデス・イ・クロンは、告解により教会と和解するまで、秘跡を受ける権利、ならびに秘跡を与える権利を失った。

## 他の犯罪行為
1996年、フェルナンデス・イ・クロンは、分離独立主義者のバスク党エリ・バタスナのブリュッセル支部に放火した罪で起訴されたが、のちにすべての容疑について無罪であることが判明した。
2000年7月、スペイン王フアン・カルロス1世がベルギー王アルベール2世のもとを訪れている時、フェルナンデス・イ・クロンは、激怒した抗議者として、セキュリティを破り、王たちに近づこうとした。クロンは逮捕され、平和を乱した科で4ヶ月の懲役の判決を受けた。その後の精神鑑定により危険はないと判断され、クロンは釈放された。

## 個人生活
ポルトガルから追放されたのち、フェルナンデス・イ・クロンはベルギーに渡り、司祭の身分を放棄し、ポルトガル人のジャーナリストと結婚し、弁護士として働きだし、ブロガーともなった。 ベルギーでも彼は「ブリュッセルの裁判所 (Brussels Palace of Justice) で裁判官を殴り、反ユダヤ主義の文書を配布したことで悪評判を得た」ことにより、さらなる悪名を轟かせることになった。
2000年以降、ベルギーとスペインの国境付近に住み、1939年から1990年までのスペイン内戦後の時代の芸術と文学の専門家として活動している。彼にはフランドル系ベルギー人の女性との間に1人の息子がいる。
クロンは、教皇に対する彼の暗殺未遂は、教会およびスペインの救い、および「Nacionalcatolicismo」としての自身の信念のための「犠牲」であったと表現した。 彼は、当時の自分は気が狂っていなかったし、自分は進歩したために当時と同じことを繰り返さないが、そうであったとしても、当時の自分の行為を後悔していないと述べた。彼は自分は罪人であるが、犯罪は犯していないと述べた。 彼は暗殺者のメフメト・アリ・アジャが反キリスト教かつ反西洋的であり、ローマ教皇を十字軍の指導者に据えていると非難した。 さらに、フェルナンデス・イ・クロンはヨハネ・パウロ2世はアジャの時とは違って自身を決して許してくれなかったと述べた。 クロンには教皇を殺害する直接的な意図があり、実行の半年前から計画していたという。

## 参照
1. ↑  Willey (2008年10月16日). “Film breaks usual Vatican secrecy”.   BBC. 2021年1月23日閲覧。
2. 1 2 3  “VATIKAN: Großer Appetit”. Der Spiegel (1982年5月17日). 2023年6月7日閲覧。
3. ↑  “Der Papst war Ziel von Anschlägen: Attentate: Johannes Paul II. entging Tod mehrfach”. Handelsblatt. 2017年10月11日時点のオリジナルよりアーカイブ。2023年6月7日閲覧。
4. 1 2  Fraguas, Rafael (1982年5月14日). “El frustrado agresor del Papa, en Fátima, un hombre brillante y vehemente”. El País
5. 1 2  Mora, Miguel (2008年10月16日). “Reportaje - El último misterio de Fátima”. El País
6. ↑  “Bilder aus Fatima - Das Fatima-Weltapostolat U.L.F. in Deutschland e.V.”. fatima-weltapostolat.de. 2018年1月27日時点のオリジナルよりアーカイブ。2023年6月7日閲覧。
7. ↑  Reisswitz (2005年4月7日). “Sombrero für den eiligen Vater”. Der Spiegel. 2015年1月3日時点のオリジナルよりアーカイブ。2023年6月7日閲覧。
8. ↑  “Film breaks usual Vatican secrecy”. BBC News (2008年10月16日). 2020年5月12日閲覧。
9. ↑  “CIC - Buch 6”. codex-iuris-canonici.de. 2011年7月20日時点のオリジナルよりアーカイブ。2018年1月26日閲覧。
10. ↑  Cardyn, Hans. "'Belager' koning Albert komt er goedkoop vanaf" (in Dutch). Gazet Van Antwerpen. Archived from the original on 17 March 2008. Retrieved 29 December 2007.
11. ↑  Barrio, Javier Martín del (2017年5月12日). “El español que intentó matar al papa 'comunista'”. El País
12. ↑  Donnelley, Paul. Assassination!. Dataday Productions. p. 69. ISBN 978-1-908963-02-4
13. ↑  “Fernández y Krohn recent activities” (French). 2008年5月15日時点のオリジナルよりアーカイブ。2009年7月19日閲覧。
14. ↑  “- EL MUNDO - Suplemento cronica 679 - "No llegué a herir al Papa"”. El Mundo (2008年10月19日). 2023年6月7日閲覧。